# DSB Bank
DSB Bank N. V. (Abkürzung DSB: Dirk Scheringa Beheer) ist eine niederländische Bank, die 2009 insolvent wurde. 

## Geschichte

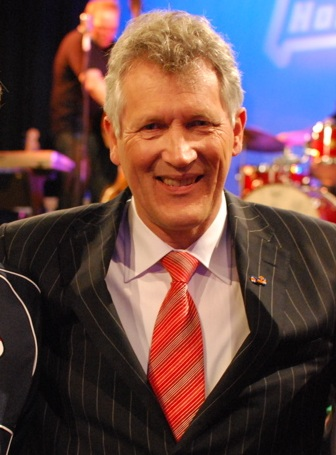
Dirk Scheringa, April 2009

Sie ist aus der 1975 von Dirk Scheringa und seiner Frau Baukje Scheringa-de Vries gegründeten Finanzagentur Buro Frisia hervorgegangen. Dirk Scheringa war zuvor Polizist, in seiner Freizeit half er Leuten bei ihrer Steuererklärung und erteilte Rat in finanziellen Angelegenheiten. Aus letzterem beschloss er im Jahr 1977 seinen Beruf zu machen, kündigte als Polizist und begann mit einer Vollzeittätigkeit als selbstständiger Finanzdienstleister. Die Geschäfte liefen gut; durch organisches Wachstum und Übernahmen wuchs das Unternehmen. Im Jahr 1997 hatte Scheringas Unternehmen ein Vermögen von 25 Millionen Euro und eine Bilanzsumme von 300 Millionen Euro. Am 28. Dezember 1998 wurde die DSB Groep (Gruppe) gegründet, in welche Buro Frisia aufging. Ende der 1990er Jahre wollte Dirk Scheringa sein Unternehmen, das auf einen Wert von 400 Millionen Euro geschätzt wurde, an die Börse bringen. Einige Stunden vor dem angekündigten Börsengang im Jahr 2000 wurde dieser abgeblasen. Grund dafür war nach Angaben Scheringas Uneinigkeit mit den Banken über den Ausgabekurs der Aktien. Scheringa blieb alleiniger Aktionär und fand andere Wege, Kapital anzuziehen, ohne die Macht aus den Händen geben zu müssen. Die beiden wichtigsten Firmenteile waren dabei DSB Bank für Sparprodukte und DSB Direkt für Kreditprodukte. 
Die DSB Groep erhielt am 24. Dezember 2005 von der Niederländischen Zentralbank eine Banklizenz und wurde in DSB Bank N.V. umbenannt. Anders als bei vielen anderen Banken wurde der Gewinn vor allem durch die Provisionen bei Ausfallversicherungen, die zusammen mit den Krediten verkauft wurden, erzielt. Diese Kopplungsgeschäfte sind in den Niederlanden für Konsumentenkredite verboten, dies wurde jedoch erst im Jahr 2009 eingestellt, nachdem es in den Medien breit diskutiert wurde. 
Die DSB Bank operierte unter einer großen Anzahl von Handelsnamen, wovon Becam, Frisia Financieringen, Lenen.nl und Postkrediet die bekanntesten sind. Unter anderem war DSB Bank als Sponsor für den niederländischen Fußballverein AZ Alkmaar, die DSB Eisschnelllaufmannschaft und das DSB-Radsportteam aktiv.

## International
Das Unternehmen war in geringem Maß unter dem Namen DSB International auch in Belgien (7 Standorte), Deutschland (1 Standort in Düsseldorf) und Slowenien aktiv.
Über die DSB wurde des Öfteren kritisch berichtet. 2009 wurde der Bank der Verkauf überteuerter Zusatzversicherungen und Hypotheken vorgeworfen. Sie erhielt dafür eine Anzahl von Strafen von der niederländischen Finanzaufsicht. 
Nachdem eine Diskussion über einen Bankrott am 1. Oktober 2009 durch den Vertreter der geschädigten Kunden losgetreten war, kam es zu einem Bankansturm. Es wurden innerhalb von 14 Tagen über 500 Millionen Euro an Spareinlagen durch Kunden abgehoben.

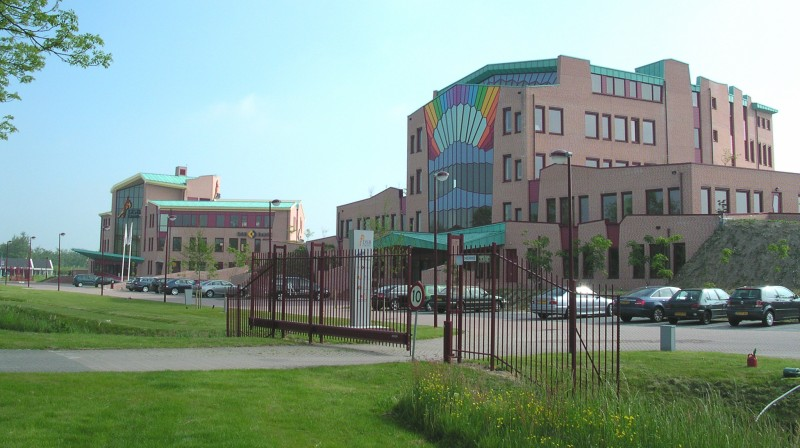
Hauptsitz der DSB Bank in Wognum

Am 12. Oktober 2009 verfügte ein Gericht auf Antrag der niederländischen Zentralbank die „noodregeling“, vergleichbar einer Insolvenz der Bank. Das gerichtliche Insolvenzverfahren wurde am 19. Oktober eröffnet. Die Geschäfte der DSB Bank wurden von der niederländischen Zentralbank übernommen und die Konten der Kunden eingefroren. 
Die normalen Einlagen der DSB-Kunden waren in den Niederlanden bis 100.000 Euro durch den Einlagenfond gesichert. Vom Bankrott der Bank waren 400.000 Kunden betroffen; die Zahlung der Beträge aus der Einlagensicherung musste durch ein Konsortium von anderen Kreditinstituten und von der niederländischen Zentralbank aufgebracht werden. Die Einlagen wurden auf rund 3,25 Milliarden Euro geschätzt.